# Jean-Philippe Nault
Pour les articles homonymes, voir Nault.
Jean-Philippe Nault, S.J.M.V., né le 13 avril 1965 à Paris, est un évêque catholique français, évêque de Nice depuis le 9 mars 2022.

## Biographie
Après avoir obtenu un bac scientifique, il entame des études d'ingénieur et obtient en 1987 un diplôme d'ingénieur en agriculture à l'ISARA de Lyon puis en informatique en 1991 à l'ENSIMAG à Grenoble. Il effectue son service national en coopération au Liban de 1988 à 1990.
Il intègre en 1991 le séminaire de la société Jean-Marie-Vianney à Ars où il suit le cycle de philosophie. Il rejoint ensuite le séminaire français de Rome où il effectue le cycle de théologie et où il obtient sa licence canonique en Théologie dogmatique en 1999.
Entretemps, il a été ordonné prêtre pour le diocèse de Belley-Ars par Guy Bagnard le 5 juillet 1998 et il intègre la Société Jean-Marie-Vianney.
De retour de Rome, il est nommé vice-recteur puis recteur quelques mois plus tard de la basilique d'Ars où il reste en fonction jusqu'en 2012. En 2008-2009, il est l'un des organisateurs du jubilé à l'occasion des 150 ans de la mort du curé d'Ars et l'année suivante, il participe activement à l'année sacerdotale proclamée par Benoît XVI et placée sous le patronage de Jean-Marie Vianney.
En septembre 2012, il devient curé de la cocathédrale Notre-Dame de Bourg-en-Bresse, nommé à cette fonction par Guy Bagnard. À ce titre, il accueille dans la cocathédrale Pascal Roland lors de son installation comme évêque de Belley-Ars, le 9 septembre 2012. En septembre 2013 il est également nommé doyen de la ville.

### Évêque

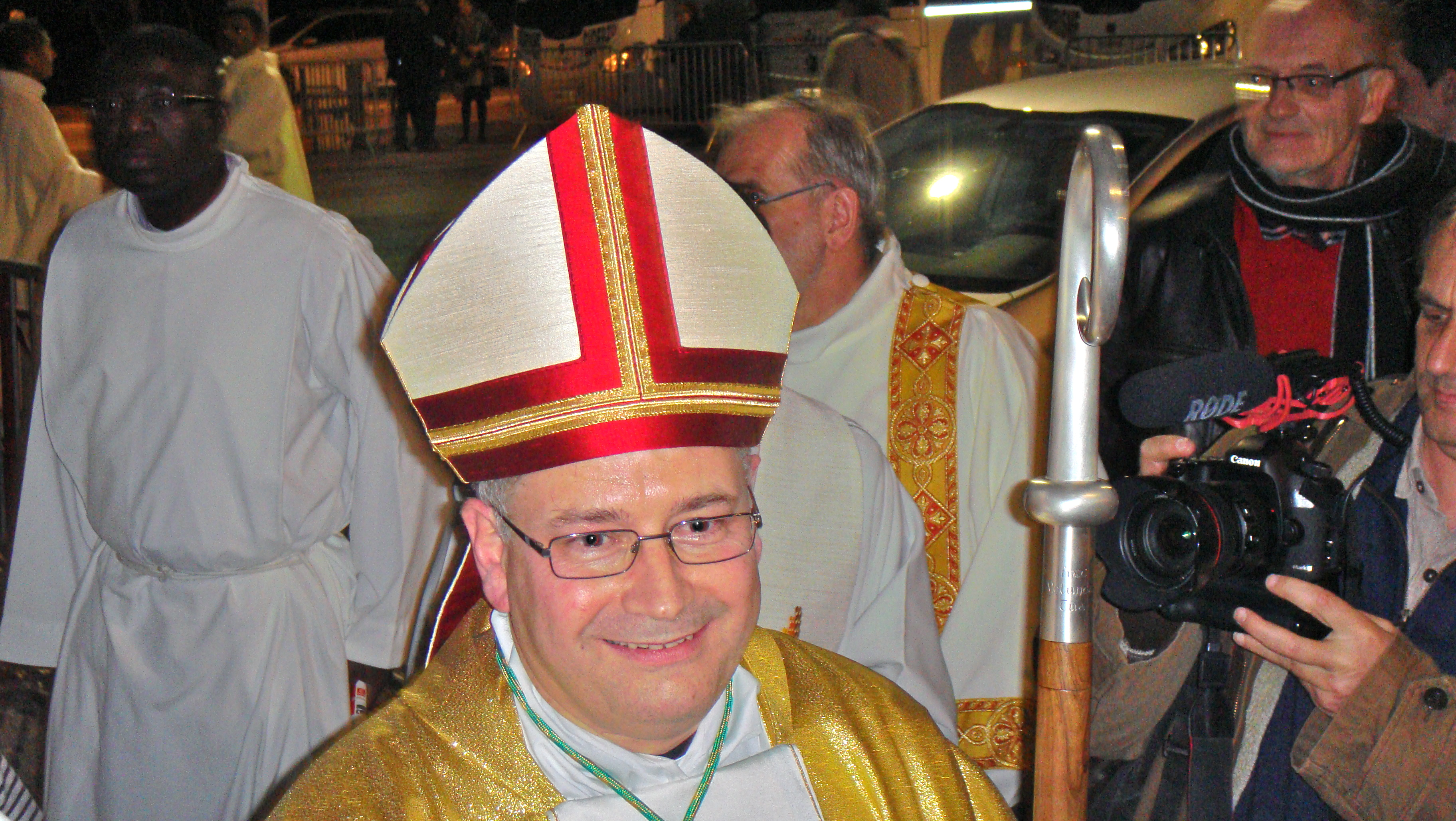
Jean-Philippe Nault lors de sa consécration épiscopale en janvier 2015.

Le pape François le nomme évêque de Digne, Riez et Sisteron le 7 novembre 2014 en remplacement de François-Xavier Loizeau qui se retire. Son ordination épiscopale a eu lieu le 17 janvier 2015 au palais des congrès de Digne. Il a été ordonné évêque par Georges Pontier, archevêque de Marseille, assisté de Pascal Roland, évêque de Belley-Ars, et d'Olivier de Germay, évêque d'Ajaccio, en présence de 25 évêques, d'une centaine de prêtres et de 3 000 fidèles.
Jean-Philippe Nault a été nommé évêque de Nice le mercredi 9 mars 2022, pour succéder à André Marceau. Il est installé le 8 mai 2022 en la cathédrale Sainte-Réparate à Nice, en présence de l'archevêque métropolitain de Marseille, Jean-Marc Aveline et de Celestino Migliore, nonce apostolique en France.
Il est le frère du bénédictin Jean-Charles Nault, abbé mitré de l'abbaye de Saint-Wandrille.

## Blason et devise épiscopale

### Blason
De gueules à l'agneau pascal d'argent, la tête contournée, nimbée d'or, portant sur une hampe croisetée d'or une bannière d'argent à la croix de gueules, chapé cousu d'azur chargé de deux fleurs de lys d'or.

### Devise
Fiat voluntas Tua : « Que ta volonté soit faite » (Mt 6,10).

### Œuvre
Auteur de L'audace de l'évangile, un évêque au cœur de la France rurale, éditions Artège, 2020

#### Avant-propos
- Abbé Bernard Nodet, Le curé d'Ars - sa pensée, son cœur, Éditions du Cerf

#### Préface
- René Fourrey, Le curé d'Ars et la Vierge Marie, Éditions Échelle de Jacob
  - Ce que prêchait le curé d'Ars, Éditions Échelle de Jacob
  - Le curé d'Ars authentique, Éditions Échelle de Jacob
- Abbé Bernard Nodet, Le curé d'Ars par ceux qui l'ont connu, Éditions François-Xavier de Guibert

#### Ouvrage collectif
- sous la direction de Vincent Siret, Prêtres pour le salut du monde, Editions Parole et Silence
- sous la direction de Jean-Philippe Nault, l'Eucharistie et le prêtre, Editions Parole et Silence